# Rivoluzione del Brabante
La rivoluzione del Brabante o rivoluzione brabantina (in francese: Révolution brabançonne, in olandese: Brabantse Omwenteling), talvolta indicata col nome di Rivoluzione belga del 1789-1790, fu un'insurrezione armata che scoppiò nei Paesi Bassi austriaci (moderno Belgio) tra l'ottobre del 1789 ed il dicembre del 1790. La rivoluzione, che scoppiò in contemporanea a quella francese ed a quella di Liegi, riuscì per breve tempo a destabilizzare il governo degli Asburgo ed a proclamare una repubblica, unificando gli stati federati della regione.
La rivoluzione fu il prodotto dell'opposizione che si manifestò alle riforme liberali dell'imperatore Giuseppe II negli anni ottanta del Settecento che vennero percepite dalla popolazione come un attacco alla chiesa cattolica ed alle istituzioni tradizionali dei Paesi Bassi austriaci. La resistenza si focalizzò nelle ricche regioni del Brabante e delle Fiandre. Nelle prime fasi della rivolta, nota come Piccola Rivoluzione, nel 1787, molti dissidenti trovarono rifugio nella vicina Repubblica delle Sette Province Unite dove costituirono un esercito. Poco dopo lo scoppio delle rivoluzioni francese e di Liegi, l'esercito degli émigré attraversò i Paesi Bassi austriaci e sconfisse gli austriaci nella Battaglia di Turnhout nell'ottobre del 1789. I ribelli, supportati da altre sollevazioni nel territorio, presero ben presto il controllo di gran parte dei Paesi Bassi meridionali e ne proclamarono l'indipendenza. Malgrado il supporto tattico della Prussia, gli Stati Uniti del Belgio costituitisi nel gennaio del 1790, non ricevettero il riconoscimento di altri stati europei, innescando differenze ideologiche anche al loro interno. I Vonckisti, guidati da Jan Frans Vonck, chiesero progressivamente un governo liberale mentre gli statisti, capeggiati da Hendrik van der Noot, furono degli strenui conservatori e supportarono solo gli interessi della chiesa. Gli statisti, con un supporto più ampio, riuscirono a esiliare gran parte dei vonckisti.
Alla metà del 1790, l'Austria asburgica terminò la propria guerra contro l'Impero ottomano e si preparò a sopprimere i rivoluzionari brabantini. Il nuovo imperatore, Leopoldo II, liberale come il suo predecessore, propose un'amnistia generale qualora i ribelli si fossero arresi subito. Di fronte alla rinuncia di questi ultimi, dopo aver sconfitto l'esercito degli statisti nella Battaglia di Falmagne, il territorio venne ripreso velocemente dalle truppe imperiali e la rivoluzione risultò sconfitta nel dicembre di quello stesso anno. Gli austriaci per breve tempo rioccuparono l'intero Stato di cui saranno poi nuovamente privati durante le Guerre rivoluzionarie francesi.
Per il suo corso degli eventi distinto, la rivoluzione brabantina è stata spesso paragonata dagli storici alla Rivoluzione francese. Alcuni storici come Henri Pirenne, hanno visto questa rivoluzione come il momento chiave del risveglio della coscienza nazionale belga nonché una notevole influenza per la Rivoluzione belga del 1830.

## Contesto e cause

### Il governo austriaco

Mappa dei Paesi Bassi austriaci negli anni '80 del Settecento. Il territorio non era continuo ed era diviso dal Principato episcopale di Liegi.

I Paesi Bassi austriaci erano un territorio con capitale a Bruxelles che copriva gran parte dell'attuale Belgio e Lussemburgo. Nel 1714, il territorio, che era stato governato della Spagna, venne ceduto all'Austria come parte del Trattato di Rastatt che aveva messo fine alla Guerra di successione spagnola. Negli anni ottanta del Cinquecento, la Rivolta olandese aveva separato l'indipendente Repubblica delle Sette Province Unite dal resto del territorio, lasciando i Paesi Bassi austriaci che avevano una strenua maggioranza cattolica. Il clero mantenne infatti un sostanziale potere in tutta la regione.
I Paesi Bassi austriaci erano sia una provincia della Monarchia asburgica come territori ereditari del sovrano, sia parte del Sacro Romano Impero. Nel 1764, Giuseppe II venne eletto sacro romano imperatore. La madre di Giuseppe, Maria Teresa, aveva nominato sua figlia Maria Cristina e suo marito Alberto di Sassonia-Teschen come governatori dei Paesi Bassi austriaci nel 1780. Sia Giuseppe che Maria Teresa vennero considerati dei grandi riformatori per la loro epoca e particolarmente interessati all'assolutismo illuminato Giuseppe II, noto col soprannome di imperatore-filosofo, fu tra l'altro l'ideatore del "giuseppinismo", una corrente illuministica che egli stesso inaugurò e fece proliferare. Giuseppe ebbe in particolare parole negative nei confronti delle istituzioni considerate "fuorilegge" come ad esempio la chiesa ultramontana la cui alleanza col papato impediva all'imperatore di avere un controllo totalitario sui suoi territori Poco dopo aver ottenuto il trono, nel 1781, Giuseppe lanciò un tour d'ispezione proprio nei Paesi Bassi austriaci dove le riforme erano state mal recepite dalla popolazione e dalle istituzioni
Politicamente, i Paesi Bassi austriaci comprendevano un gran numero di territori federati ed autonomi, ereditati dall'epoca spagnola, che risalivano in molti casi al medioevo. Questi territori, conosciuti in maniera collettiva come Stati Provinciali, mantenevano molto del loro potere tradizionale sull'amministrazione dei loro affari interni. Gli stati erano dominati dal potente e ricco Ducato di Brabante e dalla Contea delle Fiandre. I governatori generali austriaci vennero costretti a rispettare l'autonomia degli stati provinciali che comunque si riserbarono sempre di accettare o meno le disposizioni pervenute da Vienna. Oltre alla presenza degli stati, l'indipendenza dell'area era sentita anche a livello culturale tramite personaggi come Jan-Baptist Verlooy che si era dedicato allo studio del dialetto fiammingo.

### Le riforme di Giuseppe II

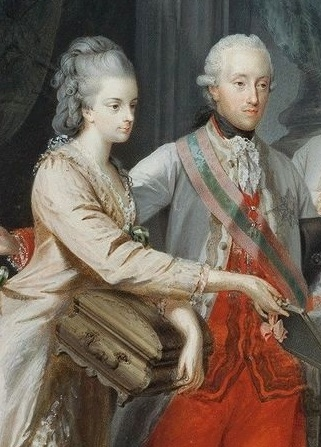
Maria Cristina e Alberto di Sassonia-Teschen, governatori uniti dei Paesi Bassi austriaci dal 1780 al 1793

Mosso dalle sue credenze sull'Illuminismo, poco dopo aver ottenuto il trono, Giuseppe II lanciò un gran numero di riforme nella speranza che i territori da lui controllati divenissero più efficienti e più semplici da governare. Dal 1784, Giuseppe promosse riforme in campo economico, politico e religioso su quelle istituzioni in particolare che egli riteneva ormai sorpassate. Alcuni hanno azzardato un confronto tra il governo di Giuseppe II nel Sacro Romano Impero e quello di Filippo II di Spagna nei Paesi Bassi, dove entrambi tentarono di scardinare le tradizioni locali di modo da accentuare lo spirito centralistico dei loro governi Come Filippo, Giuseppe dovette subire gli attacchi innanzitutto della classe dirigente locale che ovviamente si oppose a queste novità
Le sue riforme iniziali erano dirette soprattutto alla chiesa cattolica che, per la sua alleanza con la Santa Sede, era vista come una forza potenzialmente sovversiva. Il primo atto di Giuseppe in tal senso fu la proclamazione della Patente di tolleranza del 1781–82 che abolì i privilegi di cui i cattolici godevano in tutto l'impero rispetto alle minoranze non cattoliche. Questo fatto, comprensibilmente profondamente impopolare tra i cattolici, risultò negativo in particolare perché nei confini dell'Impero i non cattolici rappresentavano una netta minoranza con una scarsa rappresentanza nella società. L'Editto venne condannato dal cardinale Joannes-Henricus de Franckenberg il quale insisteva che la tolleranza religiosa, la correlazione con la censura e la soppressione delle leggi contro i giansenisti costituivano un chiaro attacco alla chiesa cattolica. Successivamente, 162 monasteri i cui residenti avevano una vita esclusivamente contemplativa (quindi che non applicavano la regola dell'ora et labora benedettino) vennero aboliti. Nel settembre del 1784, tutti i matrimoni vennero resi un'istituzione innanzitutto civile prima ancora che religiosa. Queste riforme ridussero l'influenza ed il potere tradizionale della chiesa sui propri parrocchiani. Oltre a ciò, nell'ottobre del 1786, il governo abolì tutti i seminari sul territorio per stabilirne uno solo centrale, il Seminarium Generale di Lovanio. Qui si insegnava una teologia più liberale e favorevole allo Stato che però venne fortemente osteggiata dall'alto clero.

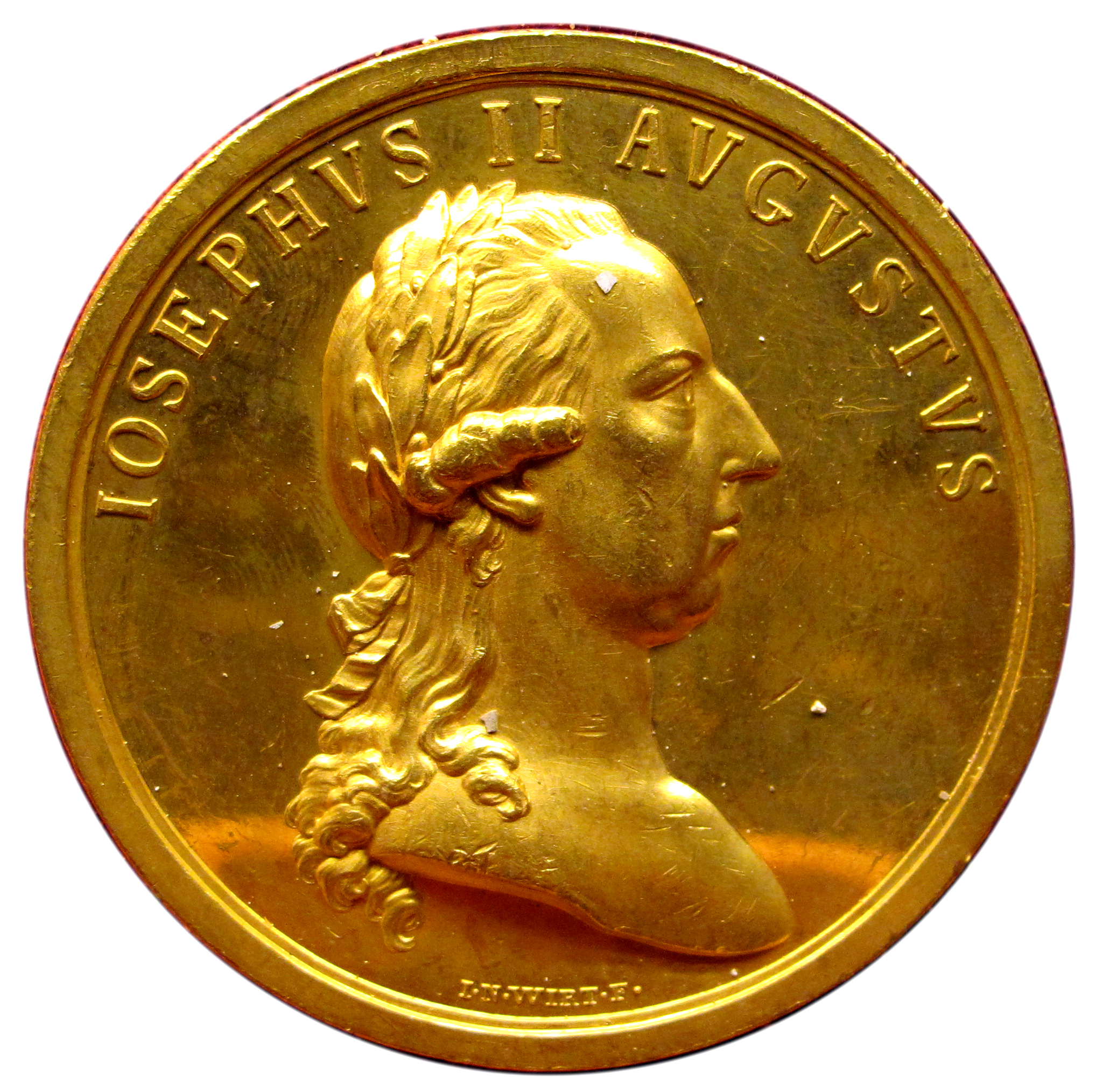
Medaglione d'oro con l'effige dell'imperatore Giuseppe II le cui riforme innescarono la rivolta

Nel dicembre 1786, con l'idea della liberalizzazione del territorio dei Paesi Bassi austriaci, Giuseppe II iniziò i primi attacchi alle gilde locali ed ai loro privilegi rimuovendo tutte le tariffe sul commercio del grano, ma questo portò ad una crisi. Egli rimpiazzò le locali organizzazioni caritative con una centrale nell'aprile del 1786. Anche l'apparato scolastico venne riformato, togliendo alla chiesa cattolica l'esclusività della formazione.
Soprattutto, ad ogni modo, Giuseppe tentò di sconvolgere la struttura degli stati autonomi che costituivano i Paesi Bassi austriaci. Egli introdusse due riforme all'inizio del 1787 che istituirono nuove riforme amministrative e giudiziarie per creare un sistema più centralizzato. Il primo decreto abolì molte delle strutture amministrative che esistevano dai tempi dell'imperatore Carlo V (1500-58) che vennero rimpiazzate da un Consiglio di Governo Generale sotto il comando del ministro plenipotenziario. Inoltre vennero create nove province amministrative (cercles), ciascuna controllata da un intendente con l'intento appunto di slegare i poteri tradizionali dal loro territorio. Un secondo decreto abolì ad hoc i tribunali semi-feudali o ecclesiastici che operavano nei vari stati, rimpiazzandoli da un sistema centralizzato simile a quello presente in Austria. Un solo Consiglio Sovrano di Giustizia venne stabilito a Bruxelles, con due corti d'appello a Bruxelles ed a Lussemburgo, e circa 40 tribunali locali nei distretti.
Minacciando l'indipendenza degli stati regionali, gli interessi della nobiltà e le posizioni della chiesa, le riforme contribuirono ad unire la popolazione contro il governo austriaco.

### L'opposizione e la Piccola Rivoluzione

I patrioti scelsero i colori del Brabante (rosso, giallo e nero) per le loro coccarde. Questi stessi colori influenzeranno in seguito anche la Bandiera del Belgio creata nel 1830.

Le riforme di Giuseppe II furono profondamente impopolari nei Paesi Bassi austriaci. L'Illuminismo aveva aperto nuove strade nella coscienza delle persone e soprattutto tali riforme, concepite come una imposizione esterna, non venivano sentite come compatibili con i tradizionali valori locali. La maggioranza della popolazione, influenzata in particolar modo dalla chiesa, credeva che queste riforme sarebbero andate a minare la cultura e le tradizioni locali. Persino i circoli maggiormente favorevoli agli Asburgo si dimostrarono contrari alle riforme che erano viste come insufficientemente risolutrici dei problemi dello Stato. L'opposizione popolare venne incentrata sugli stati provinciali, in particolare sull'Hainaut, sul Brabante e sulle Fiandre. Vi fu un'ondata di pamphlet critici. In alcuni villaggi, scoppiarono delle rivolte che vennero soppresse dalla milizia comunale. Lo Stato del Brabante chiamò un noto avvocato, Hendrik van der Noot, a difendere la propria posizione pubblicamente. Van der Noot accusò in pubblico le nuove riforme di violare le precedenti costituite con la Gioiosa Entrata del 1356 che era la carta dei diritti della regione.
Il malumore si cristallizzò in ondate di rivolte conosciute sotto il nome di Piccola Rivoluzione (Kleine Revolutie) del 1787. La rivoluzione venne soppressa dalla milizia locale ma allarmò i governatori generali sulla situazione generale dello Stato. La Piccola Rivoluzione diede prova che l'esercito austriaco era insufficiente a mantenere l'ordine senza il supporto popolare. L'alleanza della milizia civile a quelli che avevano iniziato a definirsi come patrioti (Patriotten) sarebbe stata certamente il passo successivo. Temendo per la sicurezza del regime, i governatori generali temporaneamente sospesero temporaneamente le riforme imperiali senza il permesso dell'imperatore il 20 maggio 1787. I governatori invitarono tutti i rappresentanti dei vari partiti a esprimere la loro opposizione tramite delle petizioni ma questo non fece altro che aumentare le critiche. L'imperatore stesso, furioso, richiamò il suo ministro conte Ludovico Barbiano di Belgioioso. Allarmato dal livello della rivolta, Giuseppe si accordò per non applicare le riforme sul sistema di governo e giudiziario, ma premette per mantenere le riforme sulla chiesa. Egli sperava che, togliendo almeno la borghesia dall'opposizione armata, i rivoluzionari si sarebbero divisi e quindi sarebbero stati più semplici da annientare. Egli nominò inoltre un nuovo ministro plenipotenziario per sovrintendere alla provincia. Anche queste concessioni ad ogni modo non fermarono il crescere dell'opposizione al governo austriaco, sempre più fomentata dal clero cattolico, e specialmente dall'Università di Lovanio.
Tra il 1788 ed il 1789, il ministro plenipotenziario decise che l'unico modo per sedare le rivolte era quello di rafforzare la presenza militare in loco, ma per tutta risposta alcuni stati si rifiutarono di pagare le tasse alle autorità austriache. La Gioiosa Entrata venne ufficialmente annullata e gli Stati Generali di Hainaut e Brabante vennero soppressi.

### Crescita della resistenza organizzata e gliémigrés

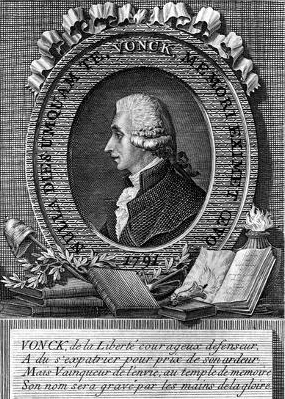
Ritratto di Jan Frans Vonck, che guidò la resistenza liberale agli austriaci

Dopo la soppressione della Piccola Rivoluzione, l'opposizione iniziò a consolidarsi in una resistenza più organizzata. Temendo per la propria vita, Van der Noot, l'organizzatore della rivolta del 1787, si esiliò nella Repubblica delle Sette Province Unite dove tentò di ottenere il supporto dello stadtolder Guglielmo V d'Orange. Van der Noot tentò di persuadere Guglielmo a supportare la detronizzazione del regime austriaco e ad installarvi suo figlio, Guglielmo Giorgio Federico, come stadtolder della Repubblica belga. Ad ogni modo, Guglielmo era sospettoso su quest'idea ed espresse poco interesse alla proposta di Van der Noot. Come tale nessuna delle fazioni politiche olandesi si espresse a favore dell'idea del Brabante. Ad ogni modo, Van der Noot fu in grado di stabilire un quartier generale nella città di Breda, al confine belga, dove fomentare ed organizzare la fazione locale di émigré. La popolazione olandese si dimostrò invece favorevole ai patrioti belgi per ideale. Del resto molti fiamminghi e brabantini si erano trasferiti nella Repubblica delle Sette Province Unite e da qui si erano recati poi a Breda per dare il loro contributo alla liberazione della loro patria.
Anche negli ambienti dei Paesi Bassi austriaci, gli avvocati Jan Frans Vonck e Verlooy formarono una società segreta chiamata Pro Aris et Focis nell'aprile o nel maggio del 1790 di modo da pianificare la rivolta armata contro il governo austriaco, occupandosi tra l'altro della distribuzione di armi ed esplosivi. Gran parte dei membri dell'organizzazione provenivano da professioni liberali (avvocati, scrittori e mercanti). Molti erano moderati che non obiettavano alle riforme di Giuseppe II ma piuttosto perché queste erano state imposte senza una consultazione locale. Essi erano supportati finanziariamente dal clero. Inizialmente i membri dell'opposizione erano divisi su quanto occorresse per creare una vera e propria rivoluzione. A differenza di Van der Noot, Vonck credeva che il Belgio avrebbe potuto liberarsi da sé degli austriaci senza aiuti esterni.
Col supporto del clero belga, tutte le opposizioni (inclusa quella di Van der Noot) si accordarono per riunirsi nel Comitato Patriottico del Brabante (Brabants patriottisch Comité) che venne istituito con sede a Hasselt. Il 30 agosto, Pro Aris et Focis votò per installare Jean-André van der Mersch (o Vandermersch), un ufficiale militare in pensione, quale comandante dell'armata degli émigré a Breda. Il Comitato si accordò perché la ribellione avesse inizio nell'ottobre del 1789.

## La rivoluzione
Nella primavera del 1789, una rivolta scoppiò in Francia contro il regime dei Borboni di Luigi XVI. Nell'agosto del 1789, gli abitanti del principato vescovile di Liegi rovesciarono il governo tirannico del principe-vescovo César-Constantin-François de Hoensbroeck in un sanguinoso colpo di stato noto come "Felice Rivoluzione" (Heureuse révolution). I contemporanei videro la sollevazione di Liegi, ispirata anch'essa dalle idee illuministiche, come un sintomo del "contagio" della rivoluzione in Francia. Di fronte ad una ribellione che proclamava idee di libertà ed uguaglianza, il principe-vescovo venne costretto a rifugiarsi nel vicino Elettorato di Treviri e questo consentì ai rivoluzionari di proclamare una repubblica a Liegi. La regina Maria Antonietta, sorella minore di Maria Cristina, era anche furiosamente contraria alla rivoluzione del Brabante, e voleva persino che la Francia intervenisse per sedare la ribellione.

### L'invasione

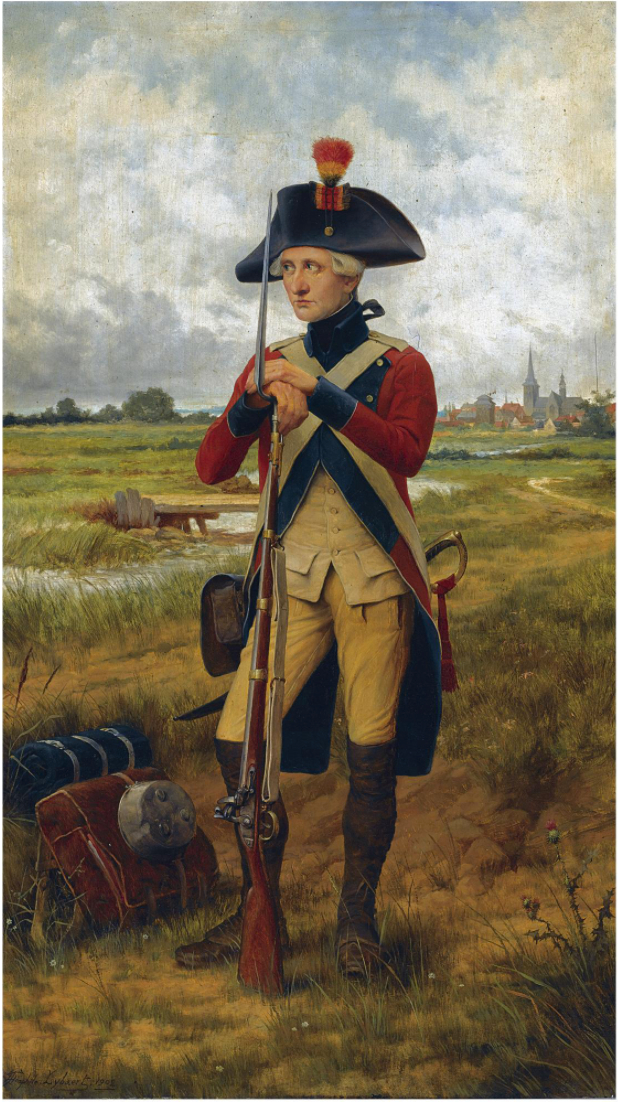
Un dipinto del 1902 raffigurante un soldato ribelle durante la Battaglia di Turnhout

La rivoluzione del Brabante scoppiò il 24 ottobre 1789 quando i patrioti émigré sotto il comando di Van der Mersch attraversarono il confine olandese verso i Paesi Bassi austriaci. L'armata, che constava di 2 800 uomini, attraversò la regione di Kempen a sud di Breda. L'esercito giunse alla città di Hoogstraten dove, nel municipio cittadino, venne eletto il Manifesto del Popolo del Brabante (Manifeste du peuple brabançon), preparato per l'occasione. Il documento denunciava il governo di Giuseppe II e dichiarava la sua illegittimità a proclamare le riforme emanate. Il testo del discorso era una versione rivista e rimodernata della dichiarazione del 1581 (la Verlatinge) degli Stati Generali olandesi che denunciarono il governo di Filippo II nei Paesi Bassi.
Il 27 ottobre, l'esercito dei patrioti si scontrò con le forze austriache nel vicino villaggio di Turnhout. La conseguente battaglia fu un trionfo per i ribelli e una "sconfitta umiliante" per gli austriaci. Il trionfo dei ribelli irruppe anche tra le forze austriache in Belgio e molti soldati locali disertarono e si unirono alla causa dei patrioti. Riforniti di nuove reclute e col sostegno della popolazione, l'esercito dei patrioti avanzò rapidamente nelle Fiandre. Il 16 novembre la principale città fiamminga, Gand, venne conquistata dopo quattro giorni di combattimenti e gli Stati Generali delle Fiandre proclamarono il loro diretto supporto alla causa dei ribelli. Le armate ribelli penetrarono ulteriormente nel territorio, sconfiggendo le forze armate austriache in un gran numero di piccole schermaglie, e catturando la città di Mons il 21 novembre. Dal dicembre di quell'anno, le forze austriache, ormai completamente stremate, si ritirarono verso la Fortezza di Lussemburgo a sud, abbandonando il resto del territorio nelle mani dei patrioti.
Gli storici hanno evidenziato dei parallelismi tra l'invasione dell'esercito dei patrioti nei Paesi Bassi austriaci del 1789 con l'invasione della Frisia da parte di Luigi di Nassau nel 1566 che portò poi alla Rivolta olandese contro il governo spagnolo.

### Gli Stati Belgi Uniti
Con la caduta del regime austriaco, i rivoluzionari vennero costretti a decidere quale forma politica avrebbe avuto il nuovo Stato. Figure come il rivoluzionario francese Jacques Pierre Brissot, mostrarono pubblico apprezzamento per l'opera svolta e invitarono i rivoluzionari brabantini a dichiarare una propria indipendenza nazionale nello spirito della Rivoluzione americana Il 30 novembre, venne siglata una Dichiarazione di Unità tra Fiandre e Brabante. Il 20 dicembre, venne siglata una dichiarazione d'indipendenza che proclamò la fine del governo austriaco e l'indipendenza degli stati.
"La Felice Rivoluzione che abbiamo appena portato a gloriosa conclusione sotto i visibili auspici di Dio ha posto il supremo potere nelle nostre mani. In virtù di questi poteri ci siamo proclamati liberi ed indipendenti ed abbiamo privato e rigettato l'ex duca, Giuseppe II, di tutta la sua sovranità..."
Dichiarazione d'indipendenza, 20 dicembre 1789.
Dopo la presa di Bruxelles da parte dei ribelli il 18 dicembre, i lavori iniziarono per la creazione di una nuova costituzione nazionale. Nel gennaio di quello stesso anno, i ribelli avevano richiamato gli Stati Generali, l'assemblea tradizionale composta dalle élite provinciali che si riuniva dal medioevo, per discutere di quale forma politica avrebbe dovuto avere il nuovo Stato. I suoi 53 membri, rappresentanti gli stati e le classi sociali, si incontrarono a Bruxelles nel gennaio del 1790 per iniziare i negoziati. La costituzione che venne presentata agli Stati Generali venne ispirata sia dal Verlatinge olandese del 1581 sia alla Dichiarazione d'indipendenza degli Stati Uniti d'America del 1776. I liberali rimasero disgustati dal fatto che i membri della società tra cui il membri delle gilde, il clero e la nobiltà non fossero stati consultati per la redazione di questo documento così importante per la nazione. Queste stesse fazioni ritenevano ridicolo il concetto di sovranità popolare come espresso presso gli Stati Generali. La dichiarazione d'indipendenza non venne riconosciuta dalla Gran Bretagna né dagli olandesi che ritenevano che il nuovo Stato indipendente non sarebbe stato in grado di sopravvivere alla crescente espansione territoriale francese nella regione.
L'11 gennaio del 1790, gli Stati Belgi Uniti (État-Belgiques-Unis o Verenigde Belgische Staten) vennero ufficialmente costituiti con un Trattato d'Union. Dopo i negoziati, i delegati decisero che gli stati si sarebbero unificati per una sola politica. Il Congresso Sovrano venne creato a Bruxelles che avrebbe avuto le funzioni di parlamento per l'intera unione. L'autonomia sulla maggior parte delle questioni di stato, ad ogni modo, continuò ad essere mantenuta dagli stati stessi.

#### Crescita delle divisioni e delle fazioni

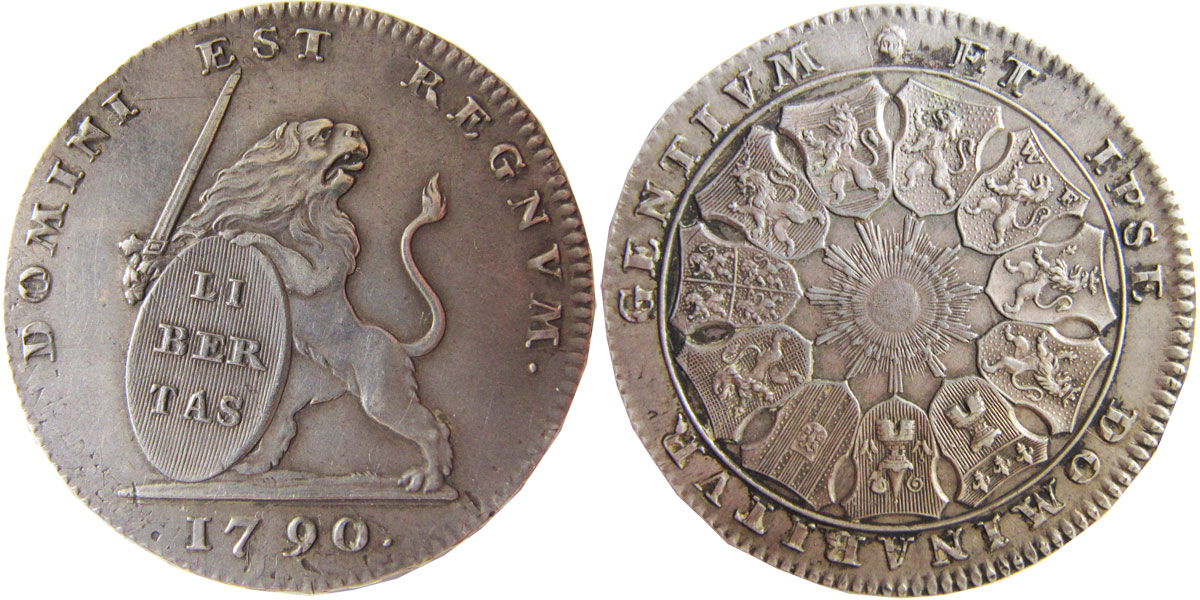
Moneta da 3 fiorini, nota come Leone d'argento (Lion d'Argent), coniata dai ribelli del 1790

Poco dopo la fondazione degli Stati Belgi Uniti, la politica del nuovo governo iniziò a scontrarsi con fazioni opposte tra loro. La prima fazione, nota col nome di "Vonckisti" dal loro leader Vonck, era "più o meno un partito riformatore liberale" che credeva che la rivoluzione dovesse rappresentare un trionfo della sovranità popolare. Essi erano in gran parte derivati dalla borghesia e speravano che la rivoluzione avrebbe potuto portare al governo la classe media anziché il clero e l'aristocrazia. Molti di loro non erano contrari alle riforme di Giuseppe II per principio, ma non credevano giusto il suo libero arbitrio sui territori da lui governati, senza il consenso della popolazione locale. Tradizionalmente, gran parte dei Vonckisti avevano base nelle Fiandre che erano considerate più liberali del Brabante.
Opposti ai Vonckisti vi erano i più conservatori Statisti (talvolta chiamati semplicemente "Aristocratici"), guidati da Van der Noot. Gli Statisti potevano contare su un consenso maggiore dei Vonckisti dal momento che dalla loro parte avevano il clero, le classi più povere, la nobiltà e le corporazioni di stampo feudale. Gli Statisti vedevano la rivoluzione come un mero fatto di reazione a riforme considerate inaccettabili. Gran parte degli Statisti erano favorevoli a mantenere i tradizionali privilegi dell'aristocrazia e del clero.

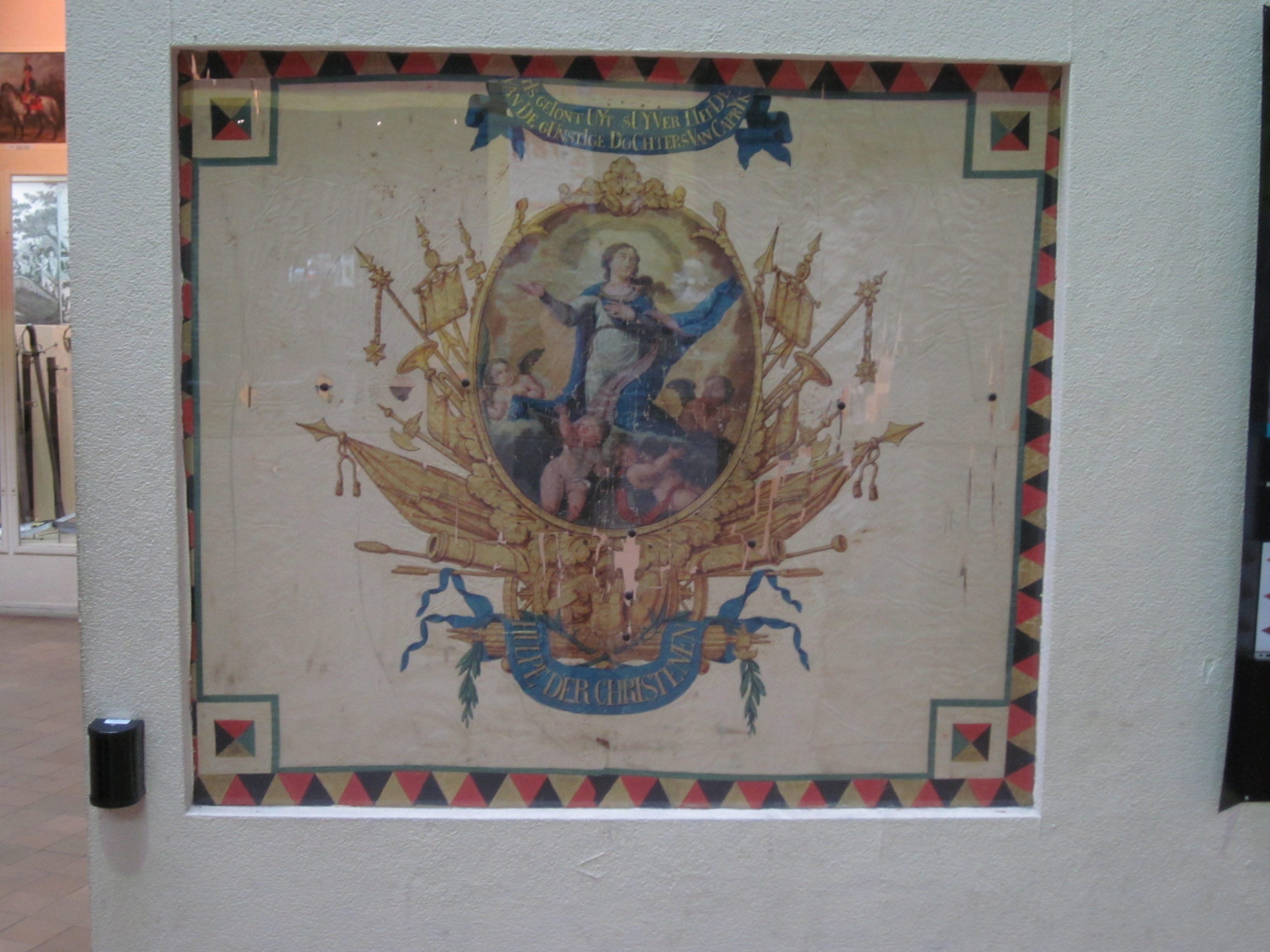
Una bandiera militare originale degli Statisti, che mostra sul diritto la figura della Vergine Maria, oggi conservata presso il Museo Reale dell'esercito di Bruxelles

Le due fazioni ben presto giunsero a scontrarsi sulla composizione delle assemblee provinciali che fu "un conflitto in cui non esisteva pace". Gli Statisti accusarono i Vonckisti delle medesime visioni dei radicali della Rivoluzione Francese. Gli Statisti riuscirono ad ottenere il supporto di diverse associazioni patriottiche (Patriottische Maatschappij), simili ai "clubs" della Rivoluzione Francese, composti da membri delle classi agiate. Dal marzo del 1790, i Vonckisti vennero costretti all'esilio da Bruxelles da un moto popolare. Una crociata armata di contadini che portavano crocifissi e guidata da sacerdoti, marciò su Bruxelles a giugno per confermare il loro supporto agli Statisti e rigettare le idee dell'illuminismo. Influenzati dal crescente potere dei radicali in Francia, la folla credeva che i Vonckisti fossero anti-clericali, fatto probabilmente non vero.
Col supporto della popolazione, Van der Noot lanciò una persecuzione dei Vonckisti conosciuta col nome di "Terrore degli Statisti" (Statistisch Schrikbewind). Verlooy e Vandermersh vennero arrestati ed imprigionati, mentre Vonck ed il restante dei suoi sostenitori vennero forzati all'esilio a Lilla dove tentarono invano di opporsi agli Statisti. Scontrandosi col crescente governo reazionario degli Stati Belgi Uniti, molti Vonckisti esiliati iniziarono a preferire dei negoziati con Leopoldo II che con gli altri rivoluzionari. Con le forze austriache presso i confini del Belgio, gli Statisti posero le loro sorti nelle mani dei prussiani che ritenevano a questo punto i più adatti al loro supporto, non tanto per empatia con gli ideali rivoluzionari, ma per una comune causa contro gli austriaci.

### La soppressione

La Battaglia di Falmagne del settembre del 1790 fu una delle poche battaglie ad essere combattute tra le forze austriache e quelle degli Statisti

Alcuni mesi dopo la proclamazione dell'indipendenza, nel dicembre del 1789, la Repubblica di Liegi venne condannata dagli austriaci ed occupata dalle truppe della vicina Prussia. Discordanze tra i prussiani ed il principe-vescovo sulla restaurazione successiva portarono i prussiani a ritirarsi ed i rivoluzionari a riprendere il potere.
Inizialmente, la rivoluzione del Brabante fu in grado di condurre comodamente i propri successi per la mancanza di un'opposizione esterna. Poco dopo l'inizio della rivoluzione, Giuseppe II iniziò ad ammalarsi. Dopo le sconfitte e la crescita del potere nelle mani dei rivoluzionari, l'unica forza austriaca rimasta nella regione, si rifugiò nel Lussemburgo. La Guerra austro-turca che nel frattempo minava il fronte orientale dell'Impero, fece sì che l'Austria non potesse occuparsi a tempo pieno della questione brabantina.

I magistrati di Bruxelles offrono la resa della città all'esercito austriaco comandato dal feldmaresciallo Blasius Columban von Bender il 2 dicembre 1790

Rendendosi conto che sarebbe stato necessario avere un supporto esterno per continuare l'esistenza degli Stati Belgi Uniti, gli Statisti presero contatti con le potenze straniere che credevano potessero essere empatiche nei confronti della loro causa. Malgrado molti tentativi, ad ogni modo, la rivoluzione non ottenne il consenso sperato in Europa. Gli olandesi si erano già detti non interessati, ed il re prussiano Federico Guglielmo II inviò solo poche truppe in supporto ai rivoluzionari nel luglio di quell'anno, ma venne costretta poco dopo a ritirarle su pressione combinata dell'Austria e della Gran Bretagna.
Giuseppe II morì nel febbraio del 1790 e venne succeduto da suo fratello minore, Leopoldo II. Leopoldo, riconfermandosi un liberale, proclamò un armistizio coi turchi e ritirò 30 000 soldati dal confine per muoverli a reprimere la rivolta del Brabante. Il 27 luglio 1790, Leopoldo siglò la Convenzione di Reichenbach con la Prussia il che permise all'imperatore di riconquistare i Paesi Bassi austriaci, impegnandosi però a garantire il rispetto delle tradizioni locali in futuro. Venne offerta inoltre un'amnistia ai rivoluzionari in caso di resa alle forze austriache.
L'esercito austriaco, sotto il comando del feldmaresciallo Blasius Columban von Bender, invase quindi gli Stati Belgi Uniti incontrando poca resistenza dalla popolazione che già si era detta scontenta del nuovo governo dei ribelli. Gli austriaci sconfissero l'esercito degli Statisti nella Battaglia di Falmagne del 28 settembre. L'Hainaut fu il primo Stato a riconoscere la sovranità di Leopoldo II ed altre città seguirono il suo esempio poco dopo. Namur venne presa il 24 novembre. Il Congresso Sovrano si incontrò per l'ultima volta il 27 novembre prima di essere sciolto. Il 3 dicembre, gli austriaci accettarono la resa di Bruxelles e rioccuparono la città, sopprimendo de facto la rivoluzione.

## Conseguenze
Come conseguenza della sconfitta degli Stati Belgi Uniti, venne siglata una convenzione a L'Aia il 10 dicembre 1790 per decidere quale forma di governo avrebbero ristabilito gli austriaci nei Paesi Bassi austriaci. La convenzione, che includeva rappresentanti dell'Imperatore e della Triplice Alleanza di olandesi, inglesi e prussiani, decise di cancellare gran parte dei provvedimenti di Giuseppe II. Malgrado il ritorno degli austriaci al governo, i pamphlet anti-governativi continuarono. Il radicale olandese Gerrit Paape pubblicò le sue dettagliate osservazioni ed osservò che vi era necessità di una nuova rivoluzione perché fossero rispettate "la felicità e la libertà tra i popoli". La Rivoluzione di Liegi fu l'atto finale che le forze austriache soppressero nel gennaio del 1791, ristabilendovi il governo del principe-vescovo.

### L'invasione francese

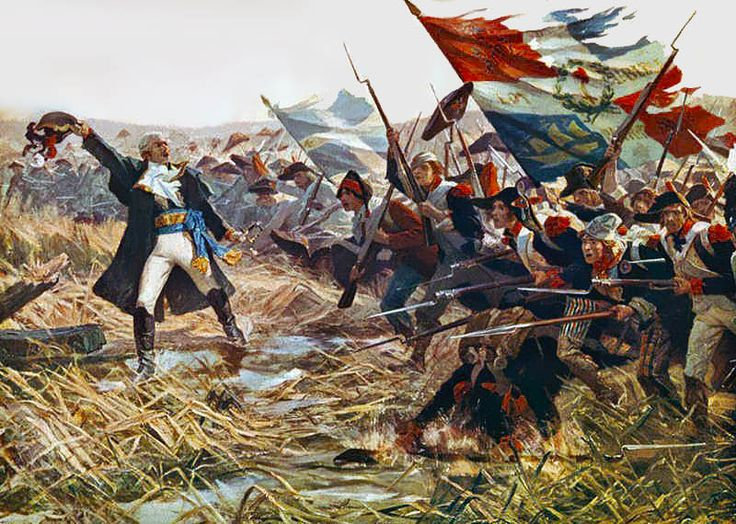
L'avanzata dell'esercito rivoluzionario francese nella Battaglia di Jemappes nel 1792

Gli esiliati Vonckisti in Francia abbracciarono il progetto di invasione dei francesi della loro patria col solo obiettivo di portare a compimento i loro propositi, dimenticando il nazionalismo profondo che stava alla base delle loro ideologie originarie. Dopo che le due rivoluzioni belga vennero schiacciate, un gran numero di rivoluzionari brabantini e di Liegi si raggrupparono a Parigi dove formarono il Comitato dei Belgi e dei Liegesi Uniti (Comité des belges et liégeois unis), che riunì per la prima volta i rivoluzionari dei due territori per la causa francese.
La Guerra della Prima coalizione (1792–1797) fu il primo grande scontro tra le monarchie europee ed i rivoluzionari di Francia. La Francia dichiarò guerra all'Austria nell'aprile del 1792, ed il Regno di Prussia si schierò con l'Austria alcune settimane dopo. La Francia venne attaccata dai prussiani e dalle forze del Sacro Romano Impero dei Paesi Bassi austriaci. Quando i francesi sconfissero l'esercito austriaco nella Battaglia di Jemappes del 1792 ed occuparono per breve tempo i Paesi Bassi austriaci e Liegi, ne vennero cacciati dagli austriaci l'anno successivo con la vittoria della Battaglia di Neerwinden. Nel giugno del 1794, le forze rivoluzionarie francesi espulsero le forze imperiali dalla regione per l'ultima volta con la Battaglia di Fleurus. Il governo francese votò per l'annessione formale del territorio nell'ottobre del 1795 ed esso venne diviso in nove dipartimenti provinciali come accadeva per la Francia. Il governo francese della regione, noto come "Periodo francese" (Franse tijd o période française), venne segnato da una rapida estensione di una serie di riforme proprie della Rivoluzione Francese dal 1789. L'amministrazione venne riorganizzata sul modello francese, per selezione meritocratica. Vennero introdotte l'uguaglianza legale ed il secolarismo dello Stato.

### Il lascito
Dopo la sconfitta dei francesi nelle Guerre napoleoniche del 1815, il Belgio passò sotto il governo dell'Olanda andando a comporre il Regno Unito dei Paesi Bassi. La Rivoluzione belga, che scoppiò il 25 agosto 1830 dopo la rappresentazione di un'opera nazionalistica a Bruxelles che portò a delle insurrezioni tra i borghesi della capitale, venne ispirata dalla rivoluzione brabantina. Il giorno dopo lo scoppio della rivoluzione, i rivoluzionari iniziarono ad esporre le loro bandiere che vennero chiaramente influenzate dai colori scelti dalla Rivoluzione brabantina del 1789. I colori (rosso, giallo e nero) sono quelli che ancora oggi compongono la Bandiera del Belgio. Alcuni storici hanno suggerito inoltre che i Vonckisti e gli Statisti possono essere considerati i progenitori delle due principali fazioni politiche belghe, i Liberali ed i Cattolici, che domineranno la politica belga dopo l'indipendenza.